# Vaněk Černohorský z Boskovic mladší
Vaněk Černohorský mladší z Boskovic († 1465 nebo 1466) byl moravský šlechtic z rodu pánů z Boskovic.

## Život

Erb rodu Boskoviců

Jeho otcem byl Vaněk Černohorský z Boskovic, sourozenci Vaňka ml. byli Beneš Černohorský z Boskovic, Oldřich, Veronika a Machna. První písemná zmínka o něm pochází z roku 1454.
Vaněk se pohyboval ve vysoké politice, dosáhl funkce nejvyššího komorníka moravského zemského soudu a působil v blízkosti českého krále Ladislava Pohrobka. Doprovázel jeho sestru Alžbětu ke sňatku s polským králem Kazimírem.
Vaněk se též účastnil bojů proti Turkům, kteří ohrožovali Evropu. Po nástupu Jiřího z Poděbrad a Kunštátu na český trůn nebyly vztahy Boskoviců a pánů z Kunštátu nikterak přátelské, avšak postupně se zlepšily. Důkazem toho bylo, že král Jiří vrátil Vaňkovi Černohorskému jejich rodový hrad Boskovice, i když se to dělo též z důvodu úhrady korunních dluhů. Vaněk Černohorský z Boskovic byl už v této době moravským zemským hejtmanem. Vlastnil a rozmnožoval značné majetky, ke kterým patřily kromě Černé Hory či Boskovic např. panství Cimburk, Louka či polovina Letovic.
Vaněk Černohorský ml. měl za manželku Johanku z Vlašimi, s kterou měl syna Václava z Boskovic. Zemřel roku 1465 nebo 1466.